# Thomas Lurz

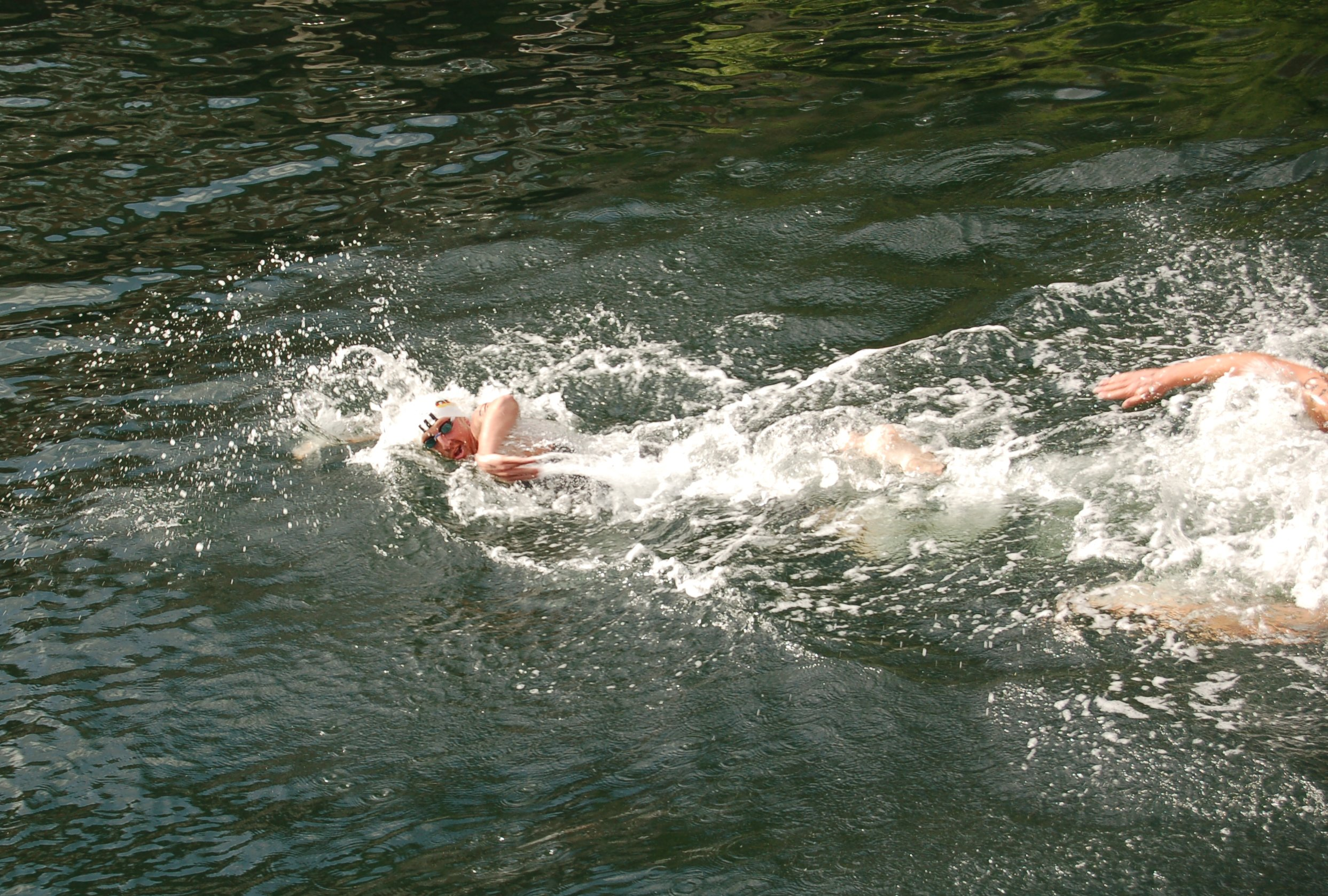
Thomas Lurz en action à l'occasion d'une étape de Coupe du monde disputée à Copenhague au Danemark en 2009.

Thomas Lurz (né le 28 novembre 1979 à Wurtzbourg) est un nageur allemand spécialiste des épreuves de nage en eau libre. Depuis son premier titre mondial sur 10 km en 2004, il a remporté sept autres médailles d'or aux Championnats du monde de natation ou aux Championnats du monde de nage en eau libre. Présentant le meilleur palmarès pour un nageur en eau libre allemand, il est l'un des plus récompensés au niveau planétaire avec treize médailles mondiales. Spécialiste des épreuves de 5 et de 10 km, il a remporté tous les titres mondiaux mis en jeu depuis 2005 et est donc à ce titre l'un des meilleurs nageurs en eau libre.

## Biographie
D'abord à l'aise dans les épreuves de fond en nage libre dans les bassins — il remporte le titre national du 1 500 m en petit bassin en 1998 —, il s'illustre bientôt en dehors en décrochant un premier titre national sur 5 km en 2001. En 2003, il s'aligne sur 1 500 m lors des Championnats du monde tenus à Barcelone mais ne parvient pas à se qualifier pour la finale. L'année précédente, à Charm el-Cheikh en Égypte, il montait sur la troisième marche du podium du 5 km lors des Championnats du monde en eau libre, sa première récompense internationale dans la discipline.
Après une première participation aux Jeux olympiques en 2004 à Athènes sur 1 500 m nage libre, il participe de nouveau quatre ans plus tard à Pékin où la nage en eau libre fait sa première apparition au sein du programme olympique. Il y enlève la médaille de bronze du 10 km, à trois secondes du médaillé d'or Maarten van der Weijden et cinq dixièmes de seconde du médaillé d'argent, le Britannique David Davies.
Ses divers résultats lui valent plusieurs honneurs tel que celui de « nageur en eau libre de l'année » que lui décerne le très renommé magazine anglophone Swimming World en 2005, 2006 et 2009. La Ligue européenne de natation le désigne par ailleurs nageur continental de l'année en 2007 et 2009.
Entraîné par son frère Stefan, l'époux de la nageuse en bassin Annika Lurz, il est licencié dans sa ville natale au sein du club SV Würzburg 05.

## Palmarès

### Jeux olympiques
- Jeux olympiques de 2008 à Pékin (Chine) :
  -  Médaille de bronze du 10 km.
- Jeux olympiques de 2012 à Londres (Angleterre)
  -  Médaille d'argent du 10 km.

### Championnats du monde
- Championnats du monde 2002 à Charm el-Cheikh (Égypte) :
  -  Médaille de bronze du 5 km.

- Championnats du monde 2004 à Dubaï (Émirats arabes unis) :
  -  Médaille d'or du 10 km.

- Championnats du monde 2005 à Montréal (Canada) :
  -  Médaille d'or du 5 km.
  -  Médaille d'argent du 10 km.

- Championnats du monde 2006 à Naples (Italie) :
  -  Médaille d'or du 5 km.
  -  Médaille d'or du 10 km.

- Championnats du monde 2007 à Melbourne (Australie) :
  -  Médaille d'or du 5 km.
  -  Médaille d'argent du 10 km.

- Championnats du monde 2008 à Séville (Espagne) :
  -  Médaille d'or du 5 km.
  -  Médaille de bronze du 10 km.

- Championnats du monde 2009 à Rome (Italie) :
  -  Médaille d'or du 5 km.
  -  Médaille d'or du 10 km.

- Championnats du monde 2010 à Roberval (Canada) :
  -  Médaille d'or du 5 km.

- Championnats du monde 2011 à Shanghai (Chine) :
  -  Médaille d'or du 5 km.
  -  Médaille d'argent du 10 km.

- Championnats du monde 2013 à Barcelone (Espagne) :
  -  Médaille d'or du 25 km.
  -  Médaille d'or du 5 km par équipe.
  -  Médaille d'argent du 10 km.
  -  Médaille de bronze du 5 km.

### Championnats d'Europe
- Championnats d'Europe 2002 à Berlin (Allemagne) :
  -  Médaille d'argent du 5 km.

- Championnats d'Europe 2006 à Budapest (Hongrie) :
  -  Médaille d'or du 5 km.
  -  Médaille d'or du 10 km.

- Championnats d'Europe 2008 à Dubrovnik (Croatie) :
  -  Médaille d'or du 10 km.
  -  Médaille de bronze du 10 km.

- Championnats d'Europe 2010 à Budapest (Hongrie) :
  -  Médaille d'or du 10 km.

- Championnats d'Europe 2011 à Eilat (Israël) :
  -  Médaille d'or du 10 km.

- Championnats d'Europe 2012 à Piombino (Italie) :
  -  Médaille de bronze du 5 km par équipes.